# Schwarzwasser (Neustadt (Dosse))
Schwarzwasser ist ein Wohnplatz von Neustadt (Dosse) im Landkreis Ostprignitz-Ruppin in Brandenburg. Schwarzwasser war bis 1958 eine selbständige Gemeinde.

## Lage
Der an der Alten Jäglitz gelegene Wohnplatz, ca. 1 km östlich von Babe und acht km südwestlich von Neustadt (Dosse) besteht aus lediglich vier Höfen.
Es galt bis zu seiner Eingemeindung 1958 als eine der kleinsten Gemeinden in Deutschland. 1958 wurde es Teil von Roddahn und im Jahre 2003 mit diesem Ort nach Neustadt (Dosse) eingemeindet.

## Geschichte
Vor der Trockenlegung des Rhinluchs um 1773 vereinigte sich die Jäglitz bei dem heutigen Ort Schwarzwasser mit der Dosse zu einem unzugänglichen Sumpfgebiet: dem „schwarzen Wasser“. Das Sumpfwasser floss auf einer Breite von ca. 15 km in die Havel. Um 1717 entstanden fünf Köhlerbuden am Schwarzen (= Jäglitz); das Gebiet gehörte zum Amtsbereich des Amtes Neustadt/Dosse. Die Büdner bekamen jeweils einige Morgen Grund dazu. 1800 wohnten hier sechs Büdner und drei Einlieger, insgesamt 58 Menschen. 1840 gab es 7 Wohnhäuser, und 1860 wurden neben den 7 Wohnhäusern noch 9 Wirtschaftsgebäude registriert. 1900 waren es noch vier Häuser. Heute sind es noch vier Höfe.
Zur Zeit der Gründung gehörte der Ort zum Amt Neustadt/Dosse. Er wurde nach der Auflösung des Amtes 1872 eine eigenständige Gemeinde innerhalb des Kreises Ruppin. Mit der Kreisreform von 1952 kam die Gemeinde Schwarzwasser zum Kreis Kyritz und wurde zum 1. Januar 1958 wurde nach Roddahn eingemeindet. Roddahn mit dem Ortsteil Schwarzwasser schloss sich 1992 mit zehn anderen Gemeinden zum Amt Neustadt (Dosse) zusammen. Der Kreis Kyritz wurde 1993 mit den Kreisen Wittstock und Neuruppin zum Landkreis Ostprignitz-Ruppin zusammengelegt. Zum 31. Dezember 2002 wurde die Gemeinde Roddahn (mit ihrem Ortsteil Schwarzwasser) in die Stadt Neustadt (Dosse) eingegliedert. Seither ist Schwarzwasser "nur noch" ein Wohnplatz der Stadt Neustadt (Dosse).